# Сао Жосе дос Пињајс
Сао Жосе дос Пињајс (порт. São José dos Pinhais) град је у Бразилу у савезној држави Парана. Према процени из 2007. у граду је живело 263.622 становника.

## Становништво
Према процени из 2007. у граду је живело 263.622 становника.
| 1991.   | 2000.   |
| ------- | ------- |
| 127,455 | 204,316 |

## Партнерски градови
- Zibo